# Delete
Delete је назив десетог студијског албума српске поп-фолк певачице Даре Бабумара, који је изашао 19. априла 2013. за City Records. Албум је најавила првим синглом Галама који је постигао велики успех 2011. године. Затим је објавила други сингл Delete.

## Списак песама
1. Пусти ту причу
2. Џони, Џони (феат. Big Ali)
3. Волим све што не ваља
4. Морена, Морена
5. Склоните ме другови
6. Вози ме вози
7. У глас
8. Песма за маму
9. Нека зна
10. Теби ништа није свето
11. Краљица огледала
12. Јави се јави
13. Балканац
14. Delete
15. Галама